# 柏培拉港
柏培拉港是索马里兰商業首都柏培拉的官方指定港口，亦是索马里兰的主要港口之一。它同時是目前非洲之角國家中較為繁榮的港口。

## 概述

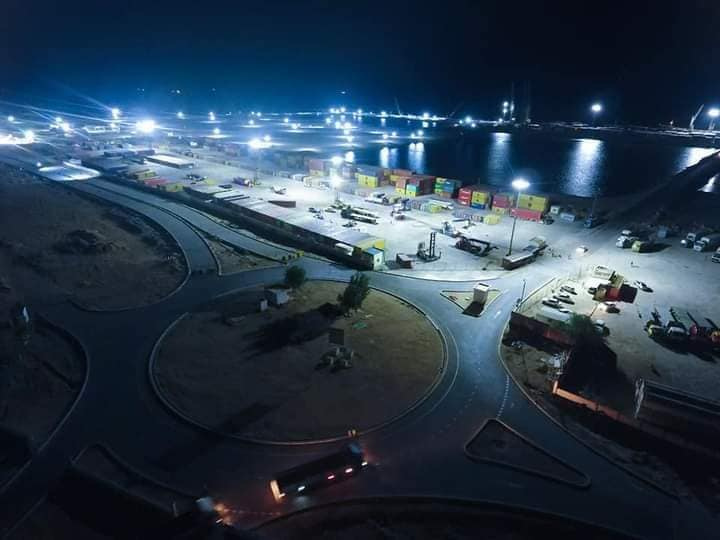
柏培拉港口夜景

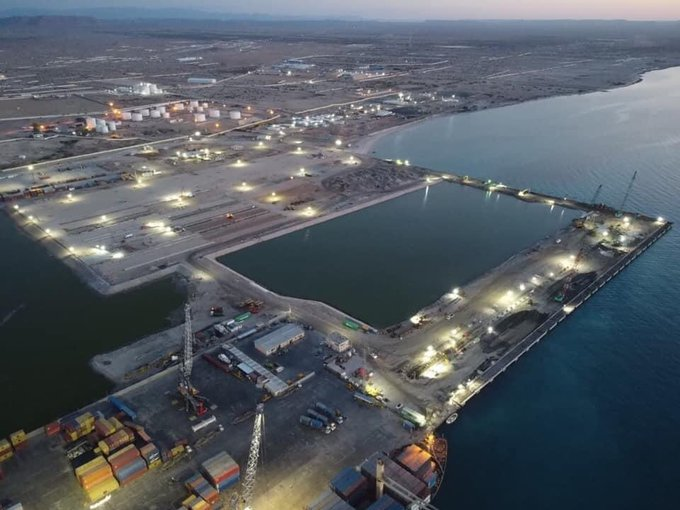
新的DP World Berbera集裝箱碼頭港口

柏培拉港的營運歷史可考時間可追遂回奧斯曼土耳其時代，它是索馬利蘭最古老的城市之一。而現代化碼頭是在索馬利亞民主共和國時代，西亞德·巴雷政府與蘇聯達成協議，在蘇聯經援下於1972年擴建出一條300公尺長的水泥碼頭。此時柏培拉港是作為海軍基地與飛彈基地利用。
隨著與蘇聯交惡，索馬利亞為了加強和美國政府的交流，接受美國海軍利用此港，该港口又根据美军的需要扩建為350公尺長的水泥碼頭。在冷戰後，該港持續進行擴建，2013年時的設備為一條長650公尺的水泥碼頭，規劃為5個一般泊位、1個滾裝泊位，泊位水深11.5 - 12公尺。
除了碼頭外，2013年7月阿曼的瑞蘇特水泥公司投資在港內建置了3座4,000噸水泥筒倉，使柏培拉港成為該公司的營運樞紐港口之一。
2016年，迪拜环球港务投資4.42億美元將港口升級，使柏培拉港能接納貨櫃輪裝卸貨。該擴建工程增購多組橋式起重機、門式軌道起重機，並擴建25萬平方公尺的貨櫃推放區。作為投資者，迪拜环球港务得到柏培拉港30年特許經營權，並可延期10年。
目前柏培拉港的資本構成，為迪拜环球港务51%、索馬利蘭政府30%、衣索比亞政府19%。